# Glyn Tarell
Glyn Tarell est une communauté du Powys, au pays de Galles.

## Géographie
Glyn Tarell est située dans le sud du Powys, dans le comté historique du Brecknockshire, à 9 km au sud-ouest de la ville de Brecon. Comme son nom l'indique, la communauté se trouve dans la vallée de la Tarell (en), un affluent de l'Usk. Les principales localités sont les villages de Libanus (en) et Llanspyddid (en).

## Démographie
Au recensement de 2011, la communauté de Glyn Tarell comptait 633 habitants.